# Neugasse (Weimar)

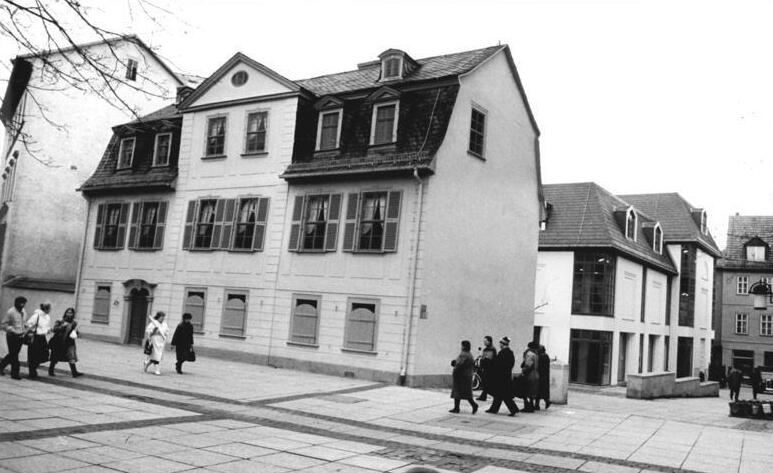
Schillerhaus mit Schillermuseum 1988

Die Neugasse in Weimar ist eine reine Fußgängerstraße in der Altstadt. Sie stellt die Verbindung zwischen der Windischenstraße und der Schillerstraße her.
Über die Neugasse gelangt man zum Eingang zum Schillerhaus Weimar. Das Schillerhaus erhielt für Museumszwecke dort einen modernen Anbau, das Schiller-Museum, 1984 bis 1988 gebaut. Das Schillerhaus selbst, weshalb der Museumsbau errichtet wurde, steht sogar auf der Liste der Unesco-Denkmale in Weimar. Das Museum prägt den gesamten kurzen Straßenzug. Angelegt wurde diese 1837/38 auf Betreiben und auf Kosten der Anwohner, denen eben die obengenannte Verbindung zwischen Schiller- und Windischenstraße, die Esplanade, fehlte. Der neben dem Schillerhaus gelegene Durchstich hieß bis 1852 Bürgergasse.
Die gesamte Neugasse steht auf der Liste der Kulturdenkmale in Weimar (Sachgesamtheiten und Ensembles).